# Crystal Glacier (King George Island)
Der Crystal Glacier (englisch; polnisch Kryształowy Lodowiec ‚Kristallgletscher‘) ist ein Gletscher an der Nordküste von King George Island im Archipel der Südlichen Shetlandinseln. Er liegt zwischen dem Gam Point und dem Bolinder Bluff am Esther Harbour.
Polnische Wissenschaftler benannten ihn nach 1984.